# Fonts baptismaux de Saint-Eugène (Charente-Maritime)

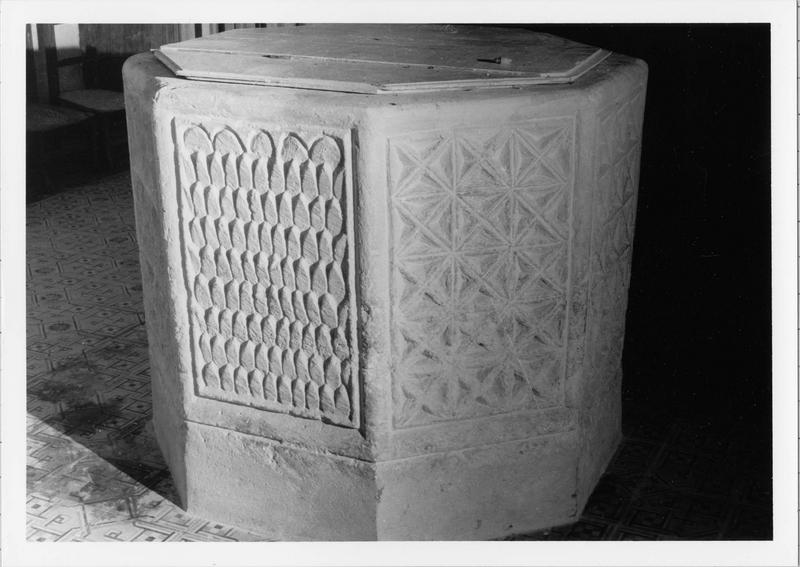
Fonts baptismaux à Saint-Eugène

Les fonts baptismaux de l'église Saint-Eugène à Saint-Eugène, une commune du département de la Charente-Maritime dans la région Nouvelle-Aquitaine en France, sont créés au 16e siècle. Les fonts baptismaux en pierre sont depuis 1925 classés monuments historiques au titre d'objet.
La cuve monolithe de ces fonts baptismaux est de forme octogonale, elle permet l'immersion du baptisé. Un décor géométrique recouvre toutes les faces. 